# Danmarks demografi
Danmarks demografi sammenfatter viden om den danske befolknings størrelse og udvikling. Befolkningens størrelse var 6.001.008 den 1. maj 2025 og rundede dermed for første gang nogensinde 6 millioner mennesker. Bortset fra en kort periode i 1980'erne har befolkningstallet været næsten konstant stigende de sidste par hundrede år. Siden 2000 er antallet af indbyggere i Danmark vokset med lidt over 12 %. Det skyldes dels, at landet de fleste år har et fødselsoverskud (dvs. antallet af levendefødte overstiger antallet af dødsfald) og dels, at Danmark har positiv nettoindvandring (dvs. antallet af indvandrede hvert år overstiger antallet af udvandrede).
Middellevetiden har været næsten konstant stigende de sidste mange årtier. Siden årtusindskiftet er middellevetiden steget ca. 5½ år for mænd og 4½ år for kvinder.
Fertiliteten (antal fødsler pr. kvinde) har været faldende siden 2008. I 2024 var den samlede fertilitet 1,47. På længere sigt antages den i Danmarks Statistiks befolkningsfremskrivning at stige til omkring 1,6. Befolkningstallet ventes at stige med ca. 200.000 personer frem mod 2070. Det skyldes den stigende levealder og den forudsatte positive nettoindvandring, som mere end opvejer den lave forudsatte fertilitet.

## Historisk udvikling
Ifølge nogle - ganske vist usikre - opgørelser var der omkring 1 million indbyggere i Danmark i midten af 1200-tallet. Derefter kom imidlertid perioder med nedgang i befolkningen som følge af en langvarig landbrugskrise i 1300-tallet, den sorte døds hærgen og senere epidemier, blandt andet i 1600-tallet. Først efter 1800 nåede befolkningen igen op på en million. Den første folketælling i 1769 kom frem til et resultat på omkring 800.000 indbyggere (dog uden Skåne, Halland og Blekinge, der var tabt til Sverige i 1658). I løbet af 1800-tallet og første halvdel af 1900-tallet voksede befolkningstallet eksplosivt. I 1811 blev der for første gang officielt talt 1 million indbyggere. I 1882 nåede antallet 2 millioner, i 1919 3, i 1945 4, i 1973 5 og i 2025 6 millioner.
Stigningen i befolkningstallet skyldes, at antallet af fødsler i næsten alle de sidste par hundrede år har oversteget antallet af dødsfald, mens ændringer i nettoindvandringen i det meste af historien kun har spillet en beskeden rolle. I hovedparten af årene indtil omkring 1960 var Danmark et nettoudvandringsland, men i de sidste 60 år har der normalt været indvandringsoverskud. Indtil 1995 har det dog højst beløbet sig til 10.000 personer om året, men i de efterfølgende år steg antallet. I 2024 var det således lidt over 32.000 personer.
Fertiliteten (antallet af levendefødte barn pr. kvinde) har som i andre udviklede lande fulgt den demografiske transition. Dermed er det faldet fra et niveau på over fire sidst i 1800-tallet til et niveau på ca. 2,6 i 1950'erne og starten af 1960'erne og derefter ned til omkring 1,4 i 1980'erne. Efterfølgende steg det og var i 2008 på 1,89, men er igen faldet til et niveau i 2024 på 1,47. Faldet i efterkrigstiden skyldes økonomiske og sociale ændringer som et ændret uddannelsesmønster og kvindernes indtog på arbejdsmarkedet. Det er samtidig blevet lettet af nemmere adgang til præventionsmuligheder og abort. 
Middellevetiden for mænd og kvinder er steget fra 43,1 hhv. 45,4 år (1850/59) til 52,9 hhv. 56,2 år (1901/05) og til 79,9 år hhv. 83,7 år i 2023/24. Middellevetiden forventes fortsat at stige i fremtiden, sådan at den danske befolkning vil blive stadig ældre. Det har ført til beslutninger om en stigende tilbagetrækningsalder fra arbejdsmarkedet for at bevare Danmarks finanspolitiske holdbarhed som følge af de demografiske ændringer.

## Demografiske data

### Befolkning
Danmarks befolkningstal fra 1769 til 2020 fremgår af tabellen:
| År   | Befolkning pr. 1. januar | År   | Befolkning pr. 1. januar |
| ---- | ------------------------ | ---- | ------------------------ |
| 800  | 500.000                  |      |                          |
| 1200 | 1.000.000                |      |                          |
| 1769 | 797.584                  | 1976 | 5.065.313                |
| 1787 | 841.806                  | 1977 | 5.079.879                |
| 1801 | 929.001                  | 1978 | 5.096.959                |
| 1834 | 1.230.964                | 1979 | 5.111.537                |
| 1840 | 1.289.075                | 1980 | 5.122.065                |
| 1845 | 1.356.877                | 1981 | 5.123.989                |
| 1850 | 1.414.648                | 1982 | 5.119.155                |
| 1855 | 1.507.222                | 1983 | 5.116.464                |
| 1860 | 1.608.362                | 1984 | 5.112.130                |
| 1870 | 1.784.741                | 1985 | 5.111.108                |
| 1880 | 1.969.039                | 1986 | 5.116.273                |
| 1890 | 2.172.380                | 1987 | 5.124.794                |
| 1901 | 2.449.540                | 1988 | 5.129.254                |
| 1906 | 2.588.919                | 1989 | 5.129.778                |
| 1911 | 2.757.076                | 1990 | 5.135.409                |
| 1916 | 2.921.362                | 1991 | 5.146.469                |
| 1921 | 3.267.831                | 1992 | 5.162.126                |
| 1925 | 3.434.555                | 1993 | 5.180.614                |
| 1930 | 3.550.656                | 1994 | 5.196.642                |
| 1935 | 3.706.349                | 1995 | 5.215.718                |
| 1940 | 3.844.312                | 1996 | 5.251.027                |
| 1945 | 4.045.232                | 1997 | 5.275.121                |
| 1950 | 4.281.275                | 1998 | 5.294.860                |
| 1955 | 4.448.401                | 1999 | 5.313.577                |
| 1960 | 4.585.256                | 2000 | 5.330.020                |
| 1965 | 4.767.597                | 2001 | 5.349.212                |
| 1970 | 4.937.579                | 2002 | 5.368.354                |
| 1971 | 4.950.598                | 2003 | 5.383.507                |
| 1972 | 4.975.653                | 2005 | 5.411.405                |
| 1973 | 5.007.538                | 2010 | 5.534.738                |
| 1974 | 5.036.184                | 2015 | 5.659.715                |
| 1975 | 5.054.410                | 2020 | 5.822.763                |

- Kilde Danmarks Statistik.[10]

### Gennemsnitsalder
1. januar 2025 var befolkningens gennemsnitsalder 42,6 år (for kvinderne var tallet 43,5 år og for mændene 41,7 år). Da tallet er et gennemsnit af alderen for alle landets indbyggere den pågældende dato fra nyfødte til de allerældste, er det ca. halvt så stort som befolkningens forventede middellevetid.

### Befolkningstilvækst
Befolkningstilvæksten i løbet af 2024 var på 31.485 personer eller 0,5 %. Hele denne stigning skyldtes nettoindvandring, idet den såkaldte naturlige befolkningsvækst (fødte minus døde i årets løb) var på 8 personer i 2024.

### Fertilitet
I 2024 blev der født 96 børn pr. 10.000 indbyggere (også kaldet den summariske fertilitetskvotient). Den samlede fertilitet var på 1.466 i 2024. Tallet angiver det antal levendefødte, som 1.000 kvinder vil føde i løbet af deres fertile alder, hvis de føder i overensstemmelse med årets aldersbetingede fertilitetskvotienter, og ingen dør inden 50-års-alderen.
I 1950'erne og første halvdel af 1960'erne var det samlede antal levendefødte børn ca. 2,6 pr. kvinde. Derefter faldt fertiliteten kraftigt til et lavpunkt på under 1,4 i 1983, hvorefter antallet igen steg til et niveau på 1,7-1,8 i løbet af de sidste par årtier. I 2024 var antallet dog kun 1,47. Den danske fertilitet er på det laveste niveau siden 1980'erne. Fertiliteten er dog lidt højere i Danmark end i de andre nordiske lande (bortset fra Island), og den er højere end EU-gennemsnittet. I 2022, det seneste år, som Eurostat har opgjort tal for, var fertiliteten i Danmark 1.550 børn pr. 1.000 kvinder mod 1.460 i hele EU.
Alderen hos de førstegangsfødende har været kraftigt stigende i de seneste årtier. Gennemsnitsalderen for en førstegangsfødende var 30,3 år i 2024 mod 24,6 år i 1980 - altså en stigning på 5,7 år. Den gennemsnitlige alder for alle fødende kvinder i 2024 var 31,7 år. For førstegangsfædre var gennemsnitsalderen 31,9 år, og for alle fædre til nyfødte var den 33,7 år.

### Dødsfald
Der var i 2024 95 dødsfald pr. 10.000 indbyggere.

### Ind- og udvandring
I 2024 indvandrede der 101.724 personer til Danmark. Heraf var 18 pct. danske statsborgere. Den største gruppe, knap 9.000 personer, kom fra Ukraine. Samme år udvandrede 69.467 personer, hvoraf 24 % var danske statsborgere. Der var dermed en nettoindvandring på 32.257 personer.

### Forholdet mellem mænd og kvinder
Der fødes lidt flere drenge end piger. I 2024 var 51,7 % af de ca. 57.000 nyfødte således drengebørn. Dette forhold holder sig stort set konstant fra år til år. Da mænd har kortere levetid end kvinder, er der imidlertid flest kvinder i den samlede befolkning. 1. januar 2025 var 50,29 % af befolkningen således kvinder.

### Forventet levetid ved fødslen (middellevetid)
mænd: 79,9 år
kvinder: 83,7 år (2023/24)
Siden 2000/2001 er middellevetiden steget 5,4 år for mænd og 4,5 år for kvinder.

### Husstande og familier
Den gennemsnitlige danske husstand bestod 1. januar 2022 af 2,11 personer. Omkring 1900 var tallet 4,3 personer. Familiens gennemsnitlige størrelse i 2022 var 1,9 personer. En familie er af Danmarks Statistik defineret som en eller flere personer, der bor på samme adresse, og som har visse indbyrdes relationer. Der kan dermed indgå flere familier i en husstand, idet en husstand omfatter samtlige personer på samme adresse uanset familiære tilknytningsforhold.

## Befolkningstæthed
Befolkningstætheden i 2022 var ifølge Folketingets EU-Oplysning 138 personer pr. km² - tættere end EU-gennemsnittet, der lå på 109 indbyggere pr. km². Tætheden var nogenlunde på linje med lande som Polen og Tjekkiet.
Pr.  2023 boede 2.685.902 i Jylland, 833.166 i Hovedstaden (dvs. København, Frederiksberg og Gentofte kommuner) og 2.413.588 på Øerne ekskl. Hovedstaden.

## Herkomstgrupper
Historisk har befolkningen i Danmark (uden Grønland og Færøerne) været meget homogen. Historisk er det eneste nationale mindretal det tyske mindretal i Sønderjylland, som mere er baseret på sindelag og kulturelt tilhørsforhold end på sprog.
De seneste årtiers indvandring har dog bragt indbyggere fra en række lande hertil. 1. januar 2025 var der registreret indbyggere fra 207 forskellige oprindelseslande udenfor Danmark plus 322 statsløse og 290 uoplyste. Udover de 5.015.554 mennesker med dansk oprindelse var de 10 største grupper fordelt på oprindelsesland:
| Oprindelsesland | Antal  |
| --------------- | ------ |
| Tyrkiet         | 67.958 |
| Polen           | 56.870 |
| Ukraine         | 49.841 |
| Rumænien        | 46.076 |
| Syrien          | 46.064 |
| Tyskland        | 43.038 |
| Irak            | 35.173 |
| Libanon         | 28.459 |
| Iran            | 28.175 |
| Pakistan        | 28.067 |

På de næste pladser fulgte befolkningsgrupper fra Bosnien-Hercegovina, Indien, Afghanistan, Somalia, Storbritannien, Sverige, Vietnam, Norge og Kina. Desuden boede der i Danmark 1. januar 2025 ca. 17.500 personer født i Grønland og knap 11.000 personer født på Færøerne.
I alt udgør personer med dansk oprindelse 83,7 % af befolkningen, mens 753.000 indvandrere udgør 12,6 % og 224.000 efterkommere af indvandrere 3,7 %. Knap to tredjedele af gruppen af indvandrere og efterkommere stammer fra ikke-vestlige lande.

## Befolkningen i international sammenligning
I 2011 var der ca. 7 mia. mennesker i hele verden, 740 mio. mennesker i Europa og 502 mio. mennesker i EU. Den danske befolkning udgjorde dermed knap en promille af verdens befolkning, knap en procent af Europas og godt en procent af EU's befolkning.
Den danske fertilitet var samtidig på omkring 1,7 og dermed en anelse højere end det europæiske gennemsnit på 1,6, men mindre end verdensgennemsnittet på 2,5. Middellevetiden i Danmark var lidt højere end den europæiske på 76 år og den globale middellevetid, der var 70 år.

## Befolkningsfremskrivning
Danmarks Statistik offentliggør hvert år sammen med beregningsinstitutionen DREAM-gruppen en befolkningsfremskrivning. På grundlag af den historiske udvikling i fødsler, dødshyppigheder, ud- og indvandring fremskrives befolkningen under en række antagelser. I 2024-fremskrivningen forudsattes befolkningen at stige med ca. 230.000 mennesker frem til 2070  og nå et niveau på 6,2 millioner mennesker i dette år. I 2070 vil befolkningsgruppen med dansk oprindelse ifølge fremskrivningen udgøre ca. 77,6 % af den samlede befolkning. Indvandrere vil udgøre ca. 14 % og efterkommere ca. 8,3 %. Omkring 55 % af indvandrerne og efterkommerne vil komme fra ikke-vestlige lande.

## Sprog
I Danmark tales der flere forskellige sprog, hovedsageligt afhængigt af landsdelen. Der tales dansk i selve Danmark, men det er også på skoleskemaet på Færøerne og i Grønland. Udover dansk tales der færøsk på Færøerne, grønlandsk ( 3 dialekter) i Grønland samt tysk og plattysk (moribund) i en mindre del af Jylland.
Engelskkundskaber er meget udbredte, da faget indføres allerede fra 3. klasse og 1. klasse af. Ud over dette tilbyder de fleste skoler og gymnasier ekstra sprogfag, som fx tysk, fransk, italiensk, spansk, kinesisk, japansk eller arabisk. Der er modersmålsundervisning i en række kommuner. Københavns Kommune tilbyder således modersmålsundervisning i godt 30 sprog fra portugisisk og litauisk til sorani og kinesisk.

## Religion

### Folkekirken
Officielt har Danmark siden cirka 965 været et kristent land, men skiftet mellem den hedenske religion og kristendommen var en langvarig proces, der fandt sted i perioden mellem 700 og 1300. Siden reformationen i 1536 har den evangelisk-lutherske kirke været statsreligion. Fra grundlæggelsen af Fredericia i 1682 blev jødedom, reformerte og katolikker også tolereret, og med grundloven af 1849 blev der fuld religionsfrihed. 70,7 % af den danske befolkning var pr. 1. januar 2025 medlemmer af den evangelisk-lutherske, danske folkekirke. I 1908 var det endnu 98,5 %. Kongen er overhoved for folkekirken, og kirkeministeren er den øverste administrative leder. Folkekirken har traditionelt været ramme om to forskellige retninger, grundtvigianismen over for den mere pietistiske indre mission, men denne modsætning er nu i de fleste dele af landet afløst af flere forskellige strømninger.
Gennem 1900-tallet er religionens rolle i hverdagen blevet stadig mindre for de fleste danskere, og kun ca. 5 % går til gudstjeneste på ugentlig basis. I de allerseneste år har der ligesom i andre vesteuropæiske lande været en stigende debat om det religiøse, dels om religionens generelle plads i samfundet og dels specifikt om islam som følge af den stigende indvandring.

### Andre trosretninger
Udover Folkekirken findes der ingen officiel statistik for medlemstal af de forskellige trossamfund. I Danmark er ufrivillig registrering af personers religiøse tilhørsforhold forbudt. Der kan dog udarbejdes skøn på forskellige måder.  En metode er at indsamle oplysninger fra de forskellige trossamfund om deres officielle medlemstal. For religioner, der fortrinsvis dyrkes af nyligt indvandrede befolkningsgrupper, er en anden metode at udarbejde skøn ud fra viden om, hvor mange indvandrere og efterkommere der stammer fra de lande, hvor den pågældende religion er fremherskende. Der er således ingen tvivl om, at islam som følge af den stigende indvandring fra muslimske lande er blevet Danmarks næststørste religion. En undersøgelse foretaget af forsker Brian Arly Jacobsen fra Københavns Universitet anslår således, at der var ca. 256.000 muslimer i Danmark ved indgangen til 2020, svarende til 4,4 % af befolkningen.
Andre trosretninger omfatter hver især under 1 % af befolkningen. Her spiller Den Katolske Kirke i Danmark (0,7 %), Jehovas Vidner (0,3 %) og protestantiske frikirker som f.eks. baptister og pinsekirken den største rolle, mens bl.a. buddhisme og bahai er kommet til i de seneste årtier. 
Med til billedet af religion i Danmark hører, at mange danskere er medlem af en kirke, selvom de ikke betragter sig som religiøse eller troende: I stikprøver har kun 71 % af danskerne angivet, at de er troende, og kun 40 % at de er religiøse. Under 21 procent mener, at religion er en vigtig del af dagligdagen.
I forhistorisk tid og ind i middelalderen var nordisk religion den dominerende religionsform. I dag er en genoplivet form af den før-kristne religion, kaldet asatro, godkendt som trossamfund i Danmark. Om den hedenske tid vidner endnu mange stednavne og ugedagene, som er opkaldt efter de gamle guder.